# Yaël Abecassis

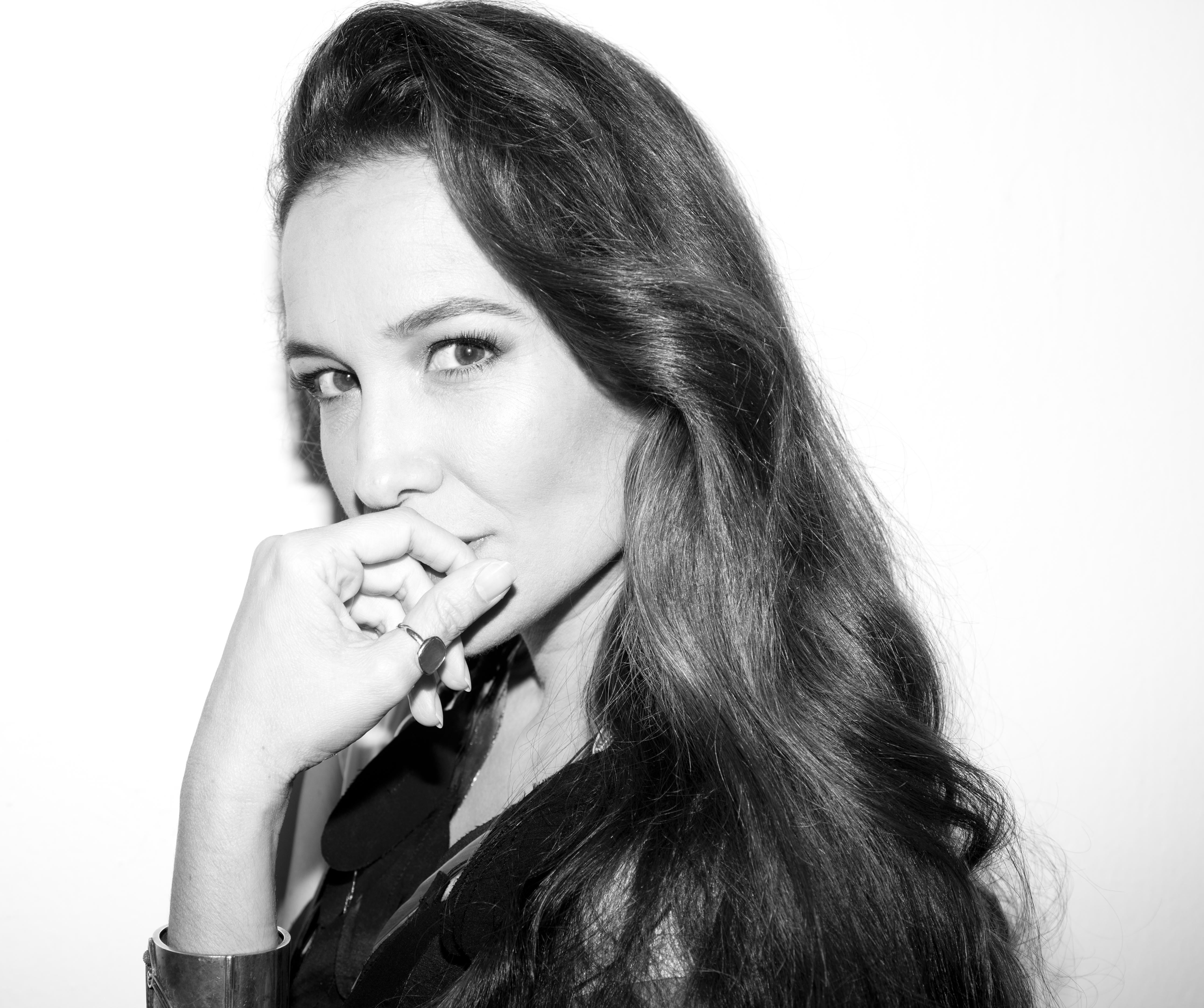
Yaël Abecassis

Yaël Abecassis (hebräisch יעל אבקסיס; * 19. Juli 1967 in Aschkelon) ist eine israelische Schauspielerin. Das frühere Model schlug ab den 1990er Jahren eine Schauspielkarriere ein und avancierte zu einer der populärsten Aktricen Israels. Bisher trat sie in mehr als 20 Film- und Fernsehrollen, überwiegend Dramen, in Erscheinung. Einem breiten Publikum wurde sie vor allem durch ihre Zusammenarbeit mit Amos Gitai (Kadosh, 1999; Alila, 2003; Lullaby to my Father, 2012) und Auftritten in französischen Spielfilmproduktionen bekannt.

## Leben

### Arbeit als Model und Wechsel zum Film
Yaël Abecassis ist die Tochter der in Israel bekannten marokkanisch-stämmigen Schauspielerin Raymonde Abecassis. 1981 war sie im Alter von 14 Jahren erstmals als Model in verschiedenen Werbekampagnen zu sehen. Unter anderem warb sie für das israelische Modelabel Castro und die Fluggesellschaft El Al. Anfang der 1990er Jahre wechselte Abecassis ins Schauspielfach und trat außerdem wie ihre ehemaligen Berufskolleginnen Sandy Bar und Dana Dvorin als Moderatorin vorwiegend im israelischen Kinderfernsehen in Erscheinung. Ihr Spielfilmdebüt gab sie 1991 gemeinsam mit Ayelet Zurer in dem Drama Im Schatten der Golanhöhen des französischen Regisseurs Alexandre Arcady, in dem Sophie Marceau und Richard Berry die Hauptrollen spielten. Ein Jahr später erhielt sie ihre erste Hauptrolle in Tel Aviv Stories (1992). In dem israelischen Episodenfilm ist sie in der Rolle einer attraktiven jungen Frau zu sehen, die von vier Männern gleichzeitig begehrt wird. Weitere Hauptrollen in israelischen Spielfilmen und Fernsehserien folgten.
Der Durchbruch als Schauspielerin gelang Abecassis aber erst 1999 mit Amos Gitais Kadosh, der im ultraorthodoxen Jerusalemer Stadtteil Me'a Sche'arim spielt. In der Geschichte Rigorismus spielte sie die Rolle der verheirateten Rivka, deren Wunsch nach Kindern sich nach zehn Jahren Ehe nicht erfüllt hat. Deshalb fehlt der Verbindung in den Augen ihres Umfelds der Segen Gottes und der zählbare Beitrag zum Wachsen der Gemeinde, woraufhin dem Ehemann (gespielt von Yoram Hattab) zur Trennung von seiner Frau geraten wird. Kadosh war 1999 als erster israelischer Film seit 25 Jahren im Wettbewerb der Internationalen Filmfestspiele von Cannes vertreten und machte Abecassis einem breiten internationalen Publikum bekannt. Sowohl sie als auch ihre Mitdarstellerin Meital Barda wurden gemeinsam mit so bekannten Schauspielerinnen wie der Französin Chiara Mastroianni (Der Brief) und der Argentinierin Cecilia Roth (Alles über meine Mutter) für den Darstellerpreis gehandelt, der aber der Laiendarstellerin Séverine Caneele (L'Humanité) verliehen wurde. Le Monde lobte die humanistische Darstellungsweise der französischen Koproduktion, bemerkte die Schönheit von Abecassis und pries die Schauspielerin gemeinsam mit Barda als „Wunder“ des Films an- Amerikanische Kritiker verglichen die Israelin mit der Schauspielerin Andie MacDowell, während die Süddeutsche Zeitung in ihrer Kritik die sanfte, gebrochene Spielweise von Abecassis hervorhob.

### Erfolge im internationalen Kino
Nach dem Mitwirken in Kadosh begann Abecassis, die fließend Französisch spricht, sich eine zweigleisige Karriere in der israelischen und französischen Filmindustrie aufzubauen. Nach der Titelrolle als Maria von Nazareth in Fabrizio Costas italienischer Fernsehproduktion Maria, figlia del suo figlio (2000) folgte mit dem Part der sanftmütigen Mutter in Stéphane Giustis Bella ciao die erste Hauptrolle im internationalen Kino. Das Drama, in dem sie an der Seite der französischen Schauspieler Jacques Gamblin und Jalil Lespert agierte, erzählt über mehrere Jahrzehnte die Geschichte einer Familie, die in den 1930er Jahren aus dem faschistischen Italien nach Marseille emigriert. Nach einer Hauptrolle in dem italienischen Spielfilm Ballo a tre passi (2003) folgte im selben Jahr eine erneute Zusammenarbeit mit Amos Gitai an Alila mit Ronit Elkabetz und Hanna Laslo. In dem Film, der über die Einzelschicksale von Menschen berichtet, die alle in einem ärmlichen Mietshaus in einem Vorort von Tel Aviv leben, war sie als junge, masochistische Geliebte zu sehen, was ihr auch in Frankreich Kritikerlob einbrachte. Ende des Jahres 2003 zeichnete man sie für ihre Rolle in der Dramaserie Shabatot VeHagim des israelischen Fernsehsenders Channel 2 mit dem Golden Screen Award als beste Seriendarstellerin aus.
Erneut positive Kritiken brachte Abecassis zwei Jahre später die Nebenrolle in Radu Mihăileanus Drama Geh und lebe ein. In dem preisgekrönten Film spielte sie gemeinsam mit Roschdy Zem die Adoptivmutter eines äthiopischen Jungen, der sich als Jude ausgibt, um im Rahmen der Operation Moses ins sichere Israel evakuiert zu werden. Nach Auftritten in drei französischen Spielfilmen (Papa, 2005; Sans moi, 2007; Survivre avec les loups, 2007) stellte die weibliche Hauptrolle in Marco Carmels Comme ton père (2007) den bisher größten Erfolg als Schauspielerin dar. Der Film, der in den 1970er Jahren in Frankreich angesiedelt ist, erzählt die Geschichte einer israelischen Familie, deren Oberhaupt (gespielt von Gad Elmaleh) in die Kriminalität abdriftet. Der Part der Mireille brachte Abecassis 2008 die erste Nominierung für den wichtigsten israelischen Filmpreis ein, den Ophir Award. 2008 gehörte sie neben Ronit Elkabetz, Hanna Laslo und Simon Abkarian zum Schauspielensemble der preisgekrönten israelisch-französischen Koproduktion Shiva. Ein Jahr später stand sie für die fiktionale israelische Fernsehserie Hatufim (2009–2012, englischsprachiger Titel Prisoners of War) vor der Kamera, die von zwei israelischen Soldaten berichtet, die nach 17 Jahren Gefangenschaft zu ihren Familien heimkehren. Die Produktion wurde 2010 mit drei Auszeichnungen der israelischen Fernsehakademie bedacht, darunter auch Abecassis für die Rolle der Talya. In der lose auf Hatufim basierenden US-amerikanischen Serie Homeland übernahm Morena Baccarin Abecassis’ Part. 2012 erfolgte eine erneute Zusammenarbeit mit Gitai an Lullaby to my Father, an dem unter anderem auch Jeanne Moreau und Hanna Schygulla mitwirkten.

### Privates
Von 1996 bis 2003 war Abecassis mit dem fünf Jahre jüngeren Schauspieler und Fotomodel Lior Miller verheiratet, den sie bei den Dreharbeiten zu einem Werbespot kennenlernte. Aus der Ehe ging ein gemeinsamer Sohn (* 1997) hervor. In zweiter Ehe ist sie mit dem Geschäftsmann Roni Duek verheiratet, aus der ein weiterer Sohn (* 2005) stammt. Die Israelin, die sich als „Botschafterin der Menschheit“ versteht, setzte sich in der Vergangenheit unter anderem für die Rechte von Vergewaltigungsopfern ein. Abecassis ist propalästinensisch eingestellt, spricht unter anderem Arabisch und zählt den Palästinenser Mahmud Darwisch zu ihren Lieblingsautoren. Mehrfach wurde sie in Israel unter die schönsten Frauen des Landes gewählt.

## Filmografie (Auswahl)
- 1991: Im Schatten der Golanhöhen (Pour Sacha)
- 1992: Die Schwächen der starken Frauen (Sipurei Tel-Aviv)
- 1993: The Heritage: An Eternity of Love (Ha-Yerusha)
- 1993: Zarim Balayla
- 1997: L’Enfant d’Israel (TV)
- 1999: Kadosh
- 2000: Maria, Tochter ihres Sohnes (Maria, figlia del suo figlio) (TV)
- 2001: Bella ciao
- 2003: Miss Entebbe
- 2003: Haïm Ze Haïm
- 2003: Ballo a tre passi
- 2003: Alila – Hinter verschlossenen Türen (Alila)
- 2005: Geh und lebe (Va, vis et deviens)
- 2005: Papa
- 2007: Sans moi
- 2007: Survivre avec les loups
- 2007: Comme ton père
- 2008: Shiva
- 2009–2012: Hatufim – In der Hand des Feindes (Hatufim) (Fernsehserie)
- 2011: Adama (Fernsehserie)
- 2011: Rani – Herrscherin der Herzen (Fernsehmehrteiler)
- 2012: Lullaby to my Father
- 2013: Die unüblichen Verdächtigen (Hunting Elephants)
- 2014: Mein Herz tanzt (ערבים רוקדים)
- 2014: Words with Gods
- 2014: Atlit
- 2014: That lovely Girl (הרחק מהיעדרו)
- 2015: Rabin: The Last Day (TV)
- 2017: Before Memory
- 2018: Hed
- 2018: A Tramway in Jerusalem
- 2018–2019: A l’intérieur (Fernsehserie)
- 2021: Legend of Destruction
- 2021: The Gospel According to Elias (Kurzfilm)
- 2022: Whale Woman (Kurzfilm)
- 2024: Shikun
- 2024: Why War

## Auszeichnungen
- 2003: Golden Screen Award für Shabatot VeHagim (Kategorie: Beste Seriendarstellerin)
- 2008: Nominierung für den israelischen Filmpreis Ophir für Comme ton père (Beste Hauptdarstellerin)
- 2010: Israeli Television Academy Award für Hatufim (Beste Darstellerin in einem Fernsehdrama, -mehrteiler oder Dramaserie)